# Prijeradi
Prijeradi este un sat din comuna Kotor, Muntenegru. Conform datelor de la recensământul din 2003, localitatea are 25 de locuitori (la recensământul din 1991 erau 81 de locuitori).

## Demografie
În satul Prijeradi locuiesc 20 de persoane adulte, iar vârsta medie a populației este de 47,3 de ani (43,6 la bărbați și 50,7 la femei). În localitate sunt 8 gospodării, iar numărul mediu de membri în gospodărie este de 3,13.
Populația localității este foarte eterogenă.
|  |

| Demografie | Demografie | Demografie |
| An         | Locuitori  | Locuitori  |
| ---------- | ---------- | ---------- |
|            |            |            |
|            |            |            |
|            |            |            |
|            |            |            |
| 1948       | 118        |            |
| 1953       | 118        |            |
| 1961       | 105        |            |
| 1971       | 95         |            |
| 1981       | 93         |            |
| 1991       | 81         | 81         |
| 2003       | 25         | 25         |

| \| Componența etnică conform recensământului din 2003[2] \| Componența etnică conform recensământului din 2003[2] \| Componența etnică conform recensământului din 2003[2] \| Componența etnică conform recensământului din 2003[2] \| Componența etnică conform recensământului din 2003[2] \| \| ----------------------------------------------------- \| ----------------------------------------------------- \| ----------------------------------------------------- \| ----------------------------------------------------- \| ----------------------------------------------------- \| \| \| \| \| \| \| \| Sârbi \| Sârbi \| \| 14 \| 56% \| \| Muntenegreni \| Muntenegreni \| \| 7 \| 28% \| \| necunoscută \| necunoscută \| \| 2 \| 8% \| |              |  |    |     |
| Componența etnică conform recensământului din 2003 |              |  |    |     |
| |              |  |    |     |
| Sârbi | Sârbi        |  | 14 | 56% |
| Muntenegreni | Muntenegreni |  | 7  | 28% |
| necunoscută | necunoscută  |  | 2  | 8%  |